# Befrielsesordenen
Ordre de la Libération (dansk: Befrielsesordenen) er en fransk, militær orden. Den blev indstiftet 16. november 1940 i Brazzaville af general Charles de Gaulle som belønning for militær eller civil indsats for Frankrigs befrielse under den anden verdenskrig. De Gaulle var ordenens stormester fram til sin død i 1970. Statutterne blev givet i London 29. januar 1941. Ordenen blev efter befrielsen officielt stadfæstet 10. august 1945. Ordre de la Libération rangerer efter Æreslegionen, men foran Ordre national du Mérite (dansk:Den nationale fortjenstorden).
Ordenen har et museum i Les Invalides i Paris.

## Inddeling
Ordre de la Libération havde én grad. Medlemmerne omtaltes som Compagnons de la Libération (befrielseskammerater) .

## Insignier
Ordenstegnet omtales som Croix de la Libération. Det består af et firkantet skjold i bronze. På skjoldet er der lagt et
tveægget sværd som igen er belagt med et sort lorrainekors. Korset var De frie franske styrkers mærke. Bagsiden bærer indskriften «PATRIAM SERVANDO VICTORIAM TULIT» («at tjæne fædrelandet bringer sejr»). Båndet er grønt med sorte striber og skal symbolisere fædrelandets håb og sorg.
I 1947 blev der lavet en ordenskæde, som blev båret af de Gaulle som stormester. Kæden bestod af led udformet som grønemaljerede lorrainekors.

## Tildeling
De første tildelinger af Ordre de la Libération fandt sted i London 29. januar 1941, samme dag ordenen blev givet sine statutter. Der blev foretaget i alt 1.061 tildelinger af Ordre de la Libération, seks af disse til kvinder. Der blev tildelt 238 posthumt.
I alt fjorten udlændinge blev hædret med ordenen. Blandt disse var Dwight D. Eisenhower og kong Mohammed V af Marokko.
Blandt modtagerne kan nævnes André Malraux, François Jacob, Félix Éboué, Jean de Lattre de Tassigny, Laure Diebold, Jean Moulin, Philippe Leclerc de Hauteclocque, Émilienne Moreau-Evrard, Pierre Clostermann, Marie Pierre Kœnig, Pierre Mesmer og René Pleven.
Den ordinære tildeling af Ordre de la Libération ophørte 23. januar 1946. De to eneste senere tildelinger fandt sted i 1958, da Winston Churchill blev tildelt en, og i 1960 da kong George VI af Storbritannien, blev tildelt ordenen posthumt.
Ordre de la Libération kunne også tildeles militære afdelinger og kommunale enheder. I alt atten militære afdelinger blev hædret med en tildeling. Fem bysamfund og territoriale enheder blev tildelt ordenen: Grenoble, Île de Sein, Nantes, Paris og Vassieux-en-Vercors.